# Francisco Villar Ortiz de Urbina
Francisco Villar Ortiz de Urbina (Salamanca, 8 de enero de 1945) es un diplomático español. Ingresó en la carrera diplomática en el año 1971 y tras ocupar relevantes puestos en diferentes países, alcanzó en el año 2009 el grado de "embajador de España", el grado más alto de la carrera diplomática española. Ha sido embajador de España en Naciones Unidas, en la OEA, en la Unesco, en Francia y en Portugal.

## Biografía
Licenciado en Derecho por la Universidad de Salamanca (1967), ingresó en la Escuela Diplomática en Madrid en 1969 y en la carrera diplomática en 1971. Como funcionario en el Ministerio de Asuntos Exteriores (MAE), trabajó en la Dirección General de África, Próximo y Medio Oriente de 1971 a 1973. Su primer destino en el exterior como Secretario y luego como Consejero de Embajada, fue en la Misión Permanente de España en las Naciones Unidas, en Nueva York de 1974 a 1978.
Tras concluir su primer destino en Naciones Unidas, regresó a Madrid, desarrollando su faceta pedagógica como profesor y jefe de estudios en la Escuela Diplomática de 1978 a 1981 desempeñando más tarde el cargo de director general de Organizaciones y Conferencias Internacionales del MAE de 1983 a 1987 .
De nuevo regresó a EE. UU., después, como embajador representante permanente de España en las Naciones Unidas en Nueva York de 1987 a 1991. De vuelta al Ministerio de Asuntos Exteriores desempeñó el cargo de Secretario General de Política Exterior de 1991 a 1996, a las órdenes directas de los ministros Francisco Fernández Ordóñez, Javier Solana y Carlos Westendorp.
Además de su labor diplomática en el exterior, entre 1991 y 1996 fue consejero del Banco Exterior de España, así como miembro del Consejo Académico del Centro Español de Relaciones Internacionales (CERI) de Madrid y miembro del Patronato del CIDOB de Barcelona.
Entre sus relevantes destinos aparte del ya mencionado de Embajador en Naciones Unidas habría que destacar los de embajador en la Organización de Estados Americanos, (OEA), en Washington D. C. desde 1996 hasta 2000. Dentro del marco de las Naciones Unidas, ha sido embajador de España en la UNESCO en París de 2000 a 2003, en Francia de 2004 a 2010 y finalmente  en Portugal de 2010 a 2012, jubilándose en el año 2013.

## Libros
“El proceso de autodeterminación del Sahara”, Fernando Torres ed., Valencia, 1982, ISBN:84-7366-148-9, con prólogo de Fernando Morán.
 “La Transición exterior de España, Del aislamiento a la influencia (1976-1996) “, Marcial Pons, 2016, Madrid, ISBN: 978-84-15963-74-5,  con prólogo de Felipe González. En este libro más reciente se relata el largo camino recorrido por España desde la situación de aislamiento en que la habían sumido las últimas acciones del régimen franquista en el otoño de 1975, pasando por el proceso, no exento de dificultades, de normalización internacional, hasta la consecución de una significativa influencia no solo en la Comunidad Europea (pronto Unión Europea), sino también en escenarios como el iberoamericano o el mediterráneo o en las Naciones Unidas.

#### Artículos sobre relaciones internacionales y política exterior española.
Es autor de numerosos artículos sobre relaciones internacionales y política exterior española, entre otros:
- “Argelia, Sáhara, España”, Diario 16, 15-12-1978
- “La descolonización del Sahara Occidental”, Nuestra Bandera, 1979[9][10][11]
- “La política exterior española en 1993”, Anuario Internacional CIDOB, 1993[12]
- “El sistema de mantenimiento de la paz de la ONU, cincuenta años después de su creación”, Colección Escuela Diplomática, núm.2, 1995[13]
- “Diplomático en Naciones Unidas”, en Xavier Pons (coord.),”España y la ONU: 50 Aniversario”, Icaria, Barcelona, 2005
- “Los acuerdos de Madrid: aquel engaño masivo”, Ahora, 19-11-2015[14]

- “Del aislamiento a la influencia en 20 años”, Política Exterior, mayo-junio de 2016[15][16]
- “Un hito en las relaciones España-EE.UU.” (con E. Mirapeix), Ahora, 14-7- 2016[17]
- “Una política activa de España en los Foros Multilaterales”, en “El lugar de España en las relaciones internacionales”, Libro homenaje a Fernando Morán, Biblioteca Diplomática Española, Madrid, 2019.[18]